# 로베르타스 줄파
로베르타스 줄파(리투아니아어: Robertas Žulpa, 1960년 3월 20일~2024년 8월 30일)는 소비에트 연방을 대표한 전 리투아니아의 수영 선수이다.
신장 193 cm, 체중 82 kg, 빌뉴스에서 태어나 VSS 잘기리스 클럽에서 훈련하여 1980년 통일 스포츠 분류 시스템에 들어갔다. 모스크바 올림픽 200 m 평영에서 2분 15.85초를 세워 금메달을 획득하였다.
1988년 이탈리아로 이주하여 11세의 소년들을 위한 수영 코치로 일하기 시작하였고, 후에 여러 회사들에서 러시아어-이탈리아어 통역이 되었다. 이후 모국에서 리투아니아어-이탈리아어 통역으로서 많은 날들을 보냈다.